# Ekaterinburg (K-84)

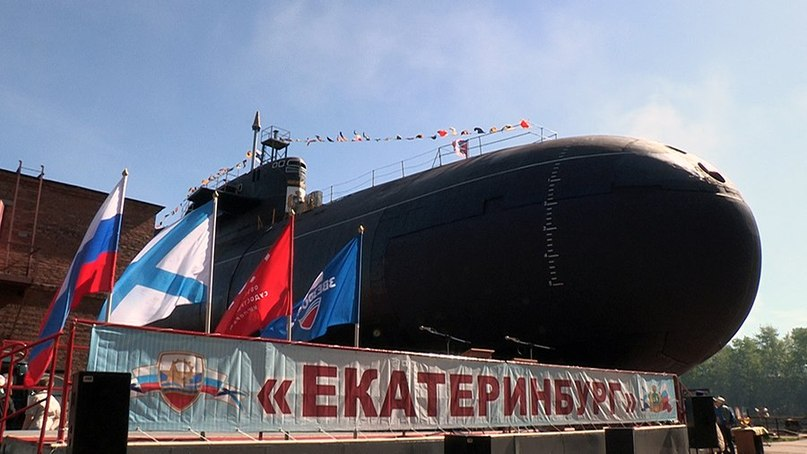
Nome	K-84 Ekaterinburg - Ekaterinburg
Homônimo	Cidade de Ecaterimburgo
Construtor	Empresa de Construção de Máquinas do Norte (Sevmash)
Previsto	17 de Fevereiro de 1982
Comissionado	30 de Dezembro de 1985
Estado	Inativo, a ser desativado
Características gerais
Classe e tipo	Submarino Delta classe IV
Deslocamento
11.740 toneladas (superfície)
18.200 toneladas (submersas)
Comprimento	167,4 m (549 pés 3 pol)
Viga	11,7 m (38 pés 5 pol)
Rascunho	8,8 m (28 pés 10 pol)
Propulsão	Dois reatores nucleares VM4-SG
Velocidade
14 nós (26 km/h; 16 mph) (superfície)
24 nós (44 km/h; 28 mph) (submerso)
Resistência	90 dias
Complemento	140 oficiais e homens
Armamento
16 × mísseis balísticos nucleares R-29RM Shtil ou R-29RMU Sineva
Tubos de torpedo de 4 × 533 mm
12 torpedos ×[1

Ekaterinburg (em russo: Екатеринбу́рг) é um submarino de propulsão nuclear da Marinha da Rússia.
O K-84 é um submarino de 11,74 mil toneladas e 167 metros de comprimento e com capacidade militar para transporte até 16 mísseis balísticos intercontinentais. Normalmente carrega mísseis de combustível líquido de mais de nove mil quilômetros de alcance. O equipamento nuclear é um dos mais potentes da marinha russa e integra a frota do norte.
O Ekateriumburgo entrou em operação em 30 de dezembro de 1985 e até 1991 pertenceu a armada da extinta União Soviética.
Em 30 de dezembro de 2011, exatos 26 anos depois de seu lançamento, ocorreu um grande incêndio no K-84 quando o mesmo passava por reparos em um dos estaleiros de Rosliakovo. 